# Ion Mărculescu
Ion Mărculescu, cunoscut ca Bimbo Mărculescu, a fost un actor român.

## Distincții
- Medalia Muncii (7 martie 1956) „cu prilejul împlinirii a cinci ani de activitate a Teatrului de stat de operetă și pentru merite deosebite în muncă”[1]
- titlul de Artist Emerit al Republicii Populare Romîne (13 ianuarie 1964) „pentru merite deosebite în activitatea desfășurată in domeniul teatrului, muzicii și artelor plastice”[2]
- Ordinul „Meritul Cultural” clasa a III-a (12 septembrie 1968) „pentru merite deosebite în activitatea muzicală”[3]

## Filmografie
- Chemarea dragostei (1932)